# Draculea
Draculea é o sétimo álbum de estúdio da banda de thrash metal italiana Necrodeath. Foi lançado em 2007 pela gravadora Scarlet Records.

## Faixas
1. V.T.1431
2. Smell Of Blood
3. Party In Tirgoviste
4. Draculea
5. Fragments Of Insanity
6. Countess Bathory (Venom cover)
7. The Golden Cup
8. Impaler Prince
9. V.T.1476

## Formação
- Flegias (vocal)
- Pier Gonella (guitarra)
- Peso (bateria)
- John(baixo)